# Robert Burnham, Jr.
Robert Burnham , Jr. (Chicago, 16 giugno 1931 – San Diego, 20 marzo 1993) è stato un astronomo statunitense.

## Biografia
Dopo essersi diplomato all'high school di Prescott in Arizona non intraprese il percorso di formazione universitaria, tuttavia la notorietà, ottenuta con la scoperta della sua prima cometa nel 1957, gli valse l'anno successivo l'assunzione presso l'Osservatorio Lowell dove gli fu affidato l'incarico di verificare i valori di moto proprio delle stelle.
Nel tempo libero si dedicò alla stesura di un catalogo di stelle intitolato Celestial Handbook che divenne un testo di riferimento per tutti gli astronomi amatoriali tanto da risultare ancora in vendita a quasi cinquanta anni dalla prima edizione del 1966.
Nel 1979, avendo completato il lavoro di revisione dei valori di moto proprio, gli fu proposto unicamente l'incarico di custode dell'osservatorio che rifiutò ritirandosi a vita privata facendo quasi perdere le proprie tracce.
Insieme ai colleghi Norman G. Thomás e Henry Lee Giclas nel 1971 concorse a creare il catalogo Giclas, concernente stelle aventi moto proprio notevole.
Il Minor Planet Center gli accredita la scoperta dell'asteroide 3397 Leyla effettuata l'8 dicembre 1964 in collaborazione con Norman G. Thomas.
Ha inoltre scoperto la cometa periodica 56P/Slaughter-Burnham e le non periodiche C/1957 U1 Latyshev-Wild-Burnham, C/1958 D1 Burnham, C/1958 R1 Burnham-Slaughter, C/1959 Y1 Burnham e C/1960 B1 Burnham.
Gli è stato dedicato l'asteroide 3467 Bernheim. La scelta del nome, corrispondente a quella originale della famiglia boema da cui Robert discendeva, fu fatta da Norman G. Thomas per evitare similitudini di nome con 834 Burnhamia dedicato a Sherburne Wesley Burnham.